# Barrow upon Humber
Barrow upon Humber ist eine Ortschaft in North Lincolnshire, England. Die Einwohnerzahl lag bei der Volkszählung von 2011 bei 3.022.
Der Ort liegt knapp 3 km südlich der Mündung des Flüsschens The Beck in den Humber östlich der Gemeinde Barton-upon-Humber und der Humber-Brücke. Über den kleinen Hafen von Barrow Haven, gelegen am Humber wird überwiegend aus Lettland und Estland stammendes Holz importiert. Hier verläuft auch die Eisenbahnstrecke von Cleethorpes und Grimsby nach Barton-upon-Humber.

## Geschichte
Die ersten Aufzeichnungen über den Ort berühren die Gründung eines Klosters im siebten Jahrhundert durch Caedda (später St. Chad) auf Land, das von Wulfhere, König von Mercia, zur Verfügung gestellt wurde. Zu dieser Zeit lebten die Angelsachsen in der Gegend und konvertierten allmählich zum Christentum. Die Ruine des Klosters, das vollständig ausgegraben wurde, ist überbaut. jedoch durch eine Gedenktafel gekennzeichnet. Die Straße, die an das Klostergelände grenzt, ist immer noch als St. Chad bekannt.
Zwischen 865 und 870 fiel ganz Ostengland unter Kontrolle der Wikinger, so auch Barrow. Fünfzig Jahre später wurde die englische Herrschaft durch die Expansion von Wessex (unter König Alfred und seinen Nachfolgern) wiederhergestellt. Bis zum Jahr 1015 war diese Gegend jedoch weiteren Überfällen der Wikinger ausgesetzt und der größte Teil dessen, was heute England ist, wurde vom dänischen König Knut (Canute) regiert.
Zwischen den Domesday-Ermittlungen und der Auflösung der Klöster in der Regierungszeit von Heinrich VIII. ist nur sehr wenig über Barrow bekannt. Das sind fast 500 Jahre der Unklarheit.
Im Jahr 1697 zog John Harrison nach Barrow, wo Johns Vater viele Jahre lang das Amt des Gemeindeschreibers innehatte. John Harrisons revolutionäres Chronometer veränderte das Gesicht der maritimen Navigation.
Der Ort wurde während des Zweiten Weltkriegs bombardiert. Die Namen der getöteten Zivilisten sind auf dem Kenotaph auf dem Kirchengelände verzeichnet. Es wird angenommen, dass ein deutscher Bomber seine Bomben auf das Dorf abgeworfen hat, anstatt auf das beabsichtigte nahe gelegene, stark verteidigte Ziel Hull.

## Sehenswürdigkeiten

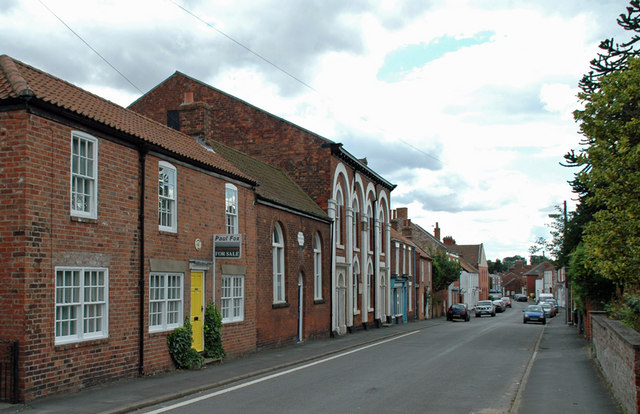
High Street, Barrow Upon Humber

Das Ortszentrum ist von Gebäuden aus dem 18. und 19. Jahrhundert geprägt.

### Kirche

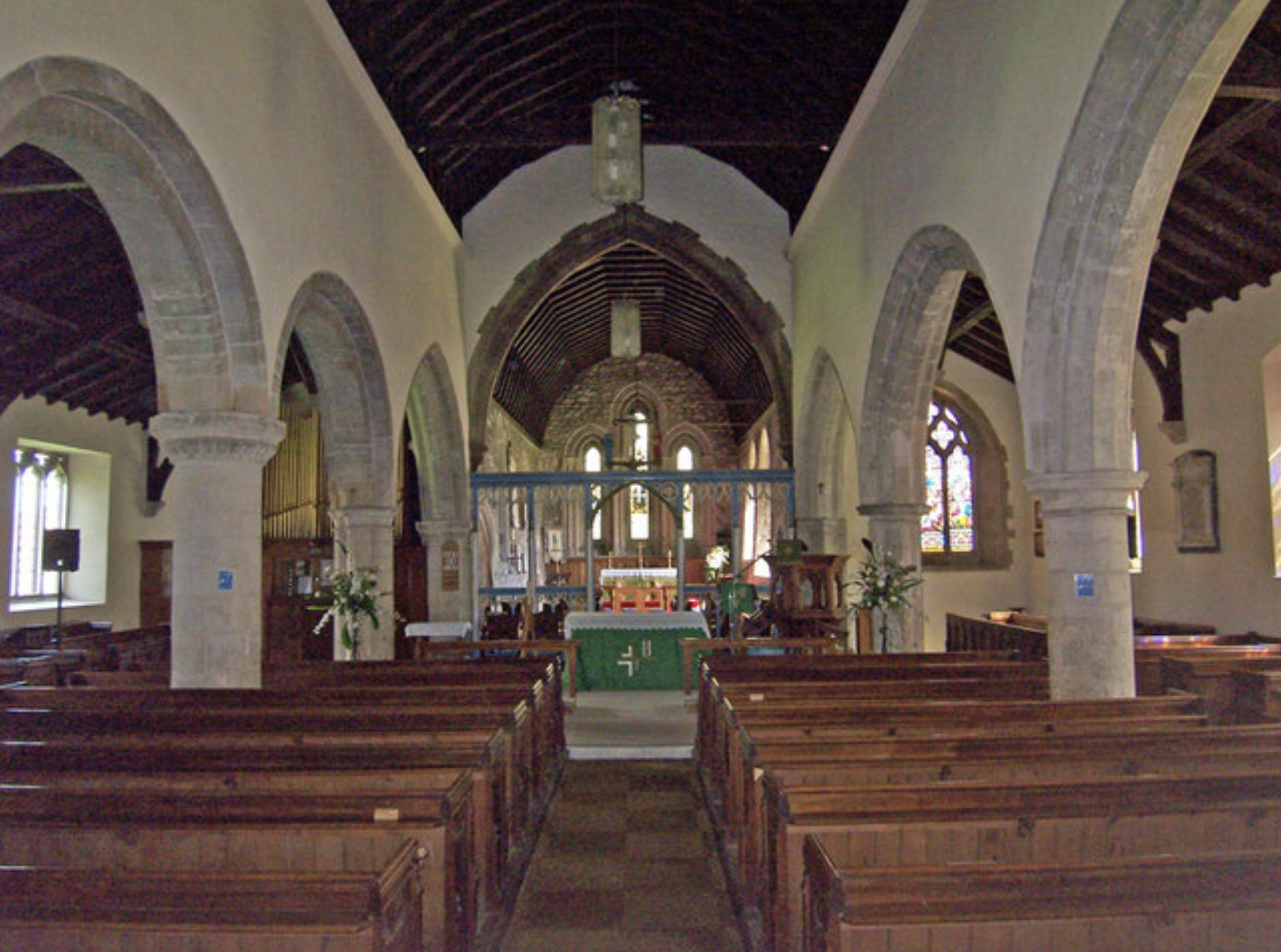
Holy-Trinity-Kirche, Barrow Upon Humber

Die normannische Kirche befindet sich auf einer Hügelkuppe im Norden des Ortes und ist als Kirche der Heiligen Dreifaltigkeit (Holy Trinity Church) bekannt.
Eine Sonnenuhr, die von James Harrison, dem jüngeren Bruder von John Harrison, entworfen wurde, stand an der Südseite der Kirche in der Nähe des Kenotaphs, wurde aber durch eine Replik ersetzt. Das Kirchentor wurde um 1960 entfernt, aber es gibt immer noch Flechtensteine auf der rechten Seite, wenn man die eigentliche Kirche betritt. Die Kirche hat ein volles Glockengeläut, das häufig von einheimischen und besuchenden Campanologen benutzt wird.

### Thornton Abbey
Thornton Abbey liegt rund 4 km südlich von Barrow. Am 5. Oktober 1541 überquerte Henry VIII. mit seinem Privy Council nach einem Besuch in Hull mit einem Schiff der Marine den Humber und begab sich von Barrow Haven über Barrow zu der Abtei.

### Marktplatz

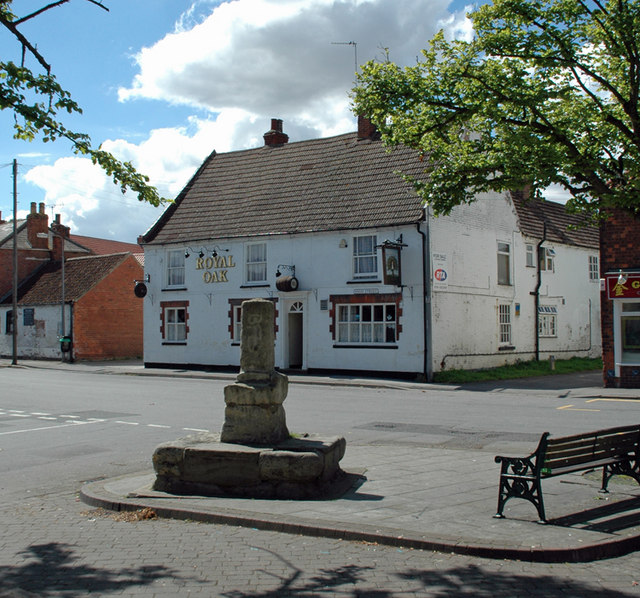
Alter Marktplatz, Barrow Upon Humber

Der Marktplatz ist durch den Rumpf eines mittelalterlichen Kreuzes gekennzeichnet. Der Platz wird für eine Reihe von Veranstaltungen genutzt, darunter das jährliche Schubkarren-Wochenende und der Weihnachtsmarkt. Sitzgelegenheiten erinnern mit ihren Motiven an das Leben und das Werk von John Harrison.

### Artesische Quellen und derBeck
Frisches Wasser war aus den vielen Quellen in der Gegend über zwei Steigbrunnen (artesische Quellen) verfügbar, die als Caedda Wells bekannt sind. Aufgrund von Kalksteinschichten gibt es in der Gegend viele Süßwasserquellen. Eine dieser Quellen ist die Quelle des örtlichen Baches, der als Beck bekannt ist. Er fließt durch das Dorf in ungefährer Südwest-/Nordost-Richtung. Dort, wo er die Beck Lane unterquert, befindet sich eine restaurierte handbetriebene Pumpe, die ursprünglich Wasser in die Fässer von Pferdekarren förderte. Diese Karren lieferten das Wasser dann zu den Häusern im Ort, die keine eigene Wasserquelle hatten.
Sobald er das Dorf verlassen hat, ist der Beck als Leden bekannt und fließt durch Schleusentore nach Barrow Haven, um dann in den Fluss Humber zu münden. Die ursprünglichen Schleusentore waren eine Holzkonstruktion und befanden sich unter der kleinen Steinbrücke an der Ferry Road, Barrow Haven. Die Tore waren zwei gegenüberliegende, freischwingende, vertikal schwenkbare Türen und schlossen sich mit dem Druck der auflaufenden Flut und verhinderten so, dass Salzwasser und, was noch wichtiger war, Hochwasser in den Leden floss. Neue Schleusentore wurden in den 1960er Jahren etwa 50 Meter flussabwärts der Ferry Road errichtet.

## Sonstiges
Der Honorarkonsul der Bundesrepublik Deutschland mit dem Amtsbezirk East Riding of Yorkshire, Kingston upon Hull, North Lincolnshire, North East Lincolnshire, Humberside, Lincolnshire und Nottinghamshire, Nottingham hat seinen Sitz in Barrow upon Humber.